# تيم جونسون (كاتب أغاني)
تيم جونسون (بالإنجليزية: Tim Johnson)‏ هو كاتب أغاني أمريكي، ولد في 27 يناير 1960 في Noti, Oregon ‏ في الولايات المتحدة، وتوفي في 21 أكتوبر 2012 بسبب سرطان.

## وصلات خارجية
- تيم جونسون على موقع ميوزك برينز (الإنجليزية)
- تيم جونسون على موقع ديسكوغز (الإنجليزية)